# Campionato giapponese di hockey su ghiaccio
Il Campionato giapponese di hockey su ghiaccio (日本アイスホッケーリーグ) è stata la massima competizione di hockey su ghiaccio in Giappone tra il 1966 ed il 2004, quando - con l'allargamento a squadre provenienti da altri paesi dell'area - è stato sostituito dall'Asia League Ice Hockey.
Fino al 1974 contava cinque squadre, da quella stagione aumentate a sei.

## Albo d'oro
| Stagione | Vincitore            |
| 1966-67  | Iwakura Tomakomai    |
| 1967-68  | Iwakura Tomakomai    |
| 1968-69  | Oji Seishi Tomakomai |
| 1969-70  | Oji Seishi Tomakomai |
| 1970-71  | Seibu Tetsudo Tokyo  |
| 1971-72  | Seibu Tetsudo Tokyo  |
| 1972-73  | Seibu Tetsudo Tokyo  |
| 1973-74  | Oji Seishi Tomakomai |
| 1974-75  | Kokudo Keikaku Tokyo |
| 1975-76  | Seibu Tetsudo Tokyo  |
| 1976-77  | Seibu Tetsudo Tokyo  |
| 1977-78  | Kokudo Keikaku Tokyo |
| 1978-79  | Seibu Tetsudo Tokyo  |
| 1979-80  | Oji Seishi Tomakomai |
| 1980-81  | Seibu Tetsudo Tokyo  |
| 1981-82  | Oji Seishi Tomakomai |
| 1982-83  | Oji Seishi Tomakomai |
| 1983-84  | Oji Seishi Tomakomai |
| 1984-85  | Oji Seishi Tomakomai |
| 1985-86  | Kokudo Keikaku Tokyo |
| 1986-87  | Oji Seishi Tomakomai |
| 1987-88  | Oji Seishi Tomakomai |
| 1988-89  | Kokudo Keikaku Tokyo |
| 1989-90  | Oji Seishi Tomakomai |
| 1990-91  | Oji Seishi Tomakomai |
| 1991-92  | Kokudo Keikaku Tokyo |
| 1992-93  | Kokudo Tokyo         |
| 1993-94  | Shin Oji Tomakomai   |
| 1994-95  | Kokudo Tokyo         |
| 1995-96  | Seibu Tetsudo Tokyo  |
| 1996-97  | Seibu Tetsudo Tokyo  |
| 1997-98  | Kokudo Tokyo         |
| 1998-99  | Kokudo Tokyo         |
| 1999-00  | Seibu Tetsudo Tokyo  |
| 2000-01  | Kokudo Tokyo         |
| 2001-02  | Kokudo Tokyo         |
| 2002-03  | Kokudo Tokyo         |
| 2003-04  | Kokudo Tokyo         |